# Armata Corsa
Armata Corsa fou un grup armat de Còrsega. Es creu que fou dirigit per l'assassinat François Santoni.

## Brisa de mar
- Molts dels seus membres haurien estat assassinats pels membres de la suposada banda de la Brisa de mar, en particular Dominique Marcelli i Jean-Christophe Marcelli, trobats cosits a trets el 21 d'agost de 2001.
- Per aquests fets, Jacques Mariani i Joseph Menconi en foren jutjats el juny del 2006 al tribunal de Créteil (Val-de-Marne). Ells negaren tota implicació en l'afer.